# Angolas fodboldlandshold
Angolas fodboldlandshold repræsenterer Angola i fodboldturneringer og kontrolleres af Angolas fodboldforbund.